# Anisisop
Anisisop (Agastache) er en slægt af blomstrende stauder i læbeblomst-familien med 22 arter. En art, Agastache rugosa, er hjemmehørende i det østlige Asien, de resterende 21 i Nordamerika. De fleste arter er meget opretstående, 0,5-1 m høje, med stive stængler. Bladene spænder fra at være 1-15 cm lange og 0.5-11 cm brede afhængigt af arten. Blomsterne er normalt hvide, pink eller lilla, med højblade. Bladene kan spises og bruges til te. Dens videnskabelige navn "agastache" er græsk for "mange pigge".
| Beskrevne arter |

- Indianermynte (Agastache foeniculum)

| Andre arter |

- Agastache aurantiaca
- Agastache breviflora
- Agastache cana
- Agastache coccinea
- Agastache cusickii
- Agastache eplingiana
- Agastache mearnsii
- Agastache mexicana
- Agastache micrantha
- Agastache nepetoides
- Agastache occidentalis
- Agastache pallida
- Agastache pallidiflora
- Agastache palmeri
- Agastache parvifolia
- Agastache pringlei
- Agastache rugosa
- Agastache rupestris
- Agastache scrophulariifolia
- Agastache urticifolia
- Agastache wrightii